# Pilgrim Award
Der Pilgrim Award ist ein Literaturpreis, der seit 1970 für das Lebenswerk für Leistungen im Bereich der Science-Fiction- und Fantasy-Forschung jährlich von der Science Fiction Research Association (SFRA) verliehen wird.
Er wird bei der jährlichen Sommerkonferenz der SFRA überreicht. Preisträger werden zu Ehrenmitgliedern der SFRA.
Der Preis ist nach dem wegweisenden Buch Pilgrims through Space and Time von J. O. Bailey benannt, der zugleich der erste Preisträger war.

## Liste der Preisträger
- 1970: J. O. Bailey (USA)
- 1971: Marjorie Hope Nicolson (USA)
- 1972: Juli Kagarlizki (UdSSR)
- 1973: Jack Williamson (USA)
- 1974: I. F. Clarke (UK)
- 1975: Damon Knight (USA)
- 1976: James Gunn (USA)
- 1977: Thomas D. Clareson (USA)
- 1978: Brian W. Aldiss (UK)
- 1979: Darko Suvin (Kanada)
- 1980: Peter Nicholls (Australien)
- 1981: Sam Moskowitz (USA)
- 1982: Neil Barron (USA)
- 1983: H. Bruce Franklin (USA)
- 1984: Everett F. Bleiler (USA)
- 1985: Samuel R. Delany (USA)
- 1986: George E. Slusser (USA)
- 1987: Gary K. Wolfe (USA)
- 1988: Joanna Russ (USA)
- 1989: Ursula K. Le Guin (USA)
- 1990: Marshall Tymn (USA)
- 1991: Pierre Versins (Frankreich)
- 1992: Mark R. Hillegas (USA)
- 1993: Robert Reginald (USA)
- 1994: John Clute (UK)
- 1995: Vivian Sobchack (USA)
- 1996: David Ketterer (Kanada)
- 1997: Marleen Barr (USA)
- 1998: L. Sprague de Camp (USA)
- 1999: Brian Stableford (UK)
- 2000: Hal W. Hall (USA)
- 2001: David N. Samuelson (USA)
- 2002: Mike Ashley (UK)
- 2003: Gary Westfahl (USA)
- 2004: Edward James (UK)
- 2005: Gérard Klein (Frankreich)
- 2006: Fredric Jameson (USA)
- 2007: Algis Budrys (USA)
- 2008: Gwyneth Jones (UK)
- 2009: Brian Attebery (USA)
- 2010: Eric Rabkin (USA)
- 2011: Donna Haraway (USA)
- 2012: Pamela Sargent (USA)
- 2013: N. Katherine Hayles (USA)
- 2014: Joan Gordon (USA)
- 2015: Henry Jenkins (USA)
- 2016: Mark Bould (UK)
- 2017: Tom Moylan (Irland)
- 2018: Carl Freedman (USA)